# Begonia oreodoxa
Begonia oreodoxa là một loài thực vật có hoa trong họ Thu hải đường. Loài này được Chun & F.Chun mô tả khoa học đầu tiên năm 1995.